# Доналд II
Доналд II Шкотски (енгл. Donald II of Scotland, гелски Domnall mac Causantín, владао 889−900) био је шести краљ Шкотске.

## Историја
Рођен је као Доналд Мекосантин (дословно Доналд, син Константинов), као млађи син трећег шкотског краља, Константина I Шкотског (863−877). У тек формираној шкотској краљевини (све до Малколма III) власт није преносила по наслеђу, већ избором међу члановима краљевске породице од стране водећих великаша, заснованим углавном на ратничким заслугама и популарности кандидата. Тако је краља Константина наследио брат Аед (877−878), а њега сестрић Еоха (878−889). Доналд је дошао на власт тек 889, највероватније тако што је збацио претходног владара, свог брата од тетке. Читава његова владавина протекла је у борби против паганских Викинга (Данаца), који су се управо у то време учврстили у суседној Нортамбрији и Ирској и борили се за превласт над Енглеском са Алфредом Великим (871−899), краљем Весекса. Погинуо је 900. године у борби против Викинга и сахрањен је у манастиру Јона. Наследио га је брат од стрица, Константин II Шкотски.